# Yorkshire and the Humber
Yorkshire and the Humber (Letterlijk: Yorkshire en Humber) is een regio van Engeland met ongeveer 5 miljoen inwoners en daarmee de zesde regio naar inwoneraantal.

## Bestuurlijke indeling
De regio bestaat uit de volgende lokaal bestuurde gebieden (graafschappen of unitary authorities):
| Lokaal bestuurde gebieden en plaatsen | Lokaal bestuurde gebieden en plaatsen | Lokaal bestuurde gebieden en plaatsen | Lokaal bestuurde gebieden en plaatsen |
| Nr.                                   | Nr.                                   | County                                | District/Unitary                      |
| ------------------------------------- | ------------------------------------- | ------------------------------------- | ------------------------------------- |
| 1                                     | a                                     | South Yorkshire                       | Sheffield                             |
| 1                                     | b                                     | South Yorkshire                       | Rotherham                             |
| 1                                     | c                                     | South Yorkshire                       | Barnsley                              |
| 1                                     | d                                     | South Yorkshire                       | Doncaster                             |
| 2                                     | a                                     | West Yorkshire                        | Wakefield                             |
| 2                                     | b                                     | West Yorkshire                        | Kirklees                              |
| 2                                     | c                                     | West Yorkshire                        | Calderdale                            |
| 2                                     | d                                     | West Yorkshire                        | Bradford                              |
| 2                                     | e                                     | West Yorkshire                        | Leeds                                 |
| 3                                     | 3                                     | North Yorkshire                       | North Yorkshire (unitary)             |
| 4                                     | 4                                     | North Yorkshire                       | York (unitary)                        |
| 5                                     | 5                                     | East Riding of Yorkshire              | East Riding of Yorkshire (unitary)    |
| 6                                     | 6                                     | East Riding of Yorkshire              | Hull (unitary)                        |
| 7                                     | 7                                     | Lincolnshire                          | North Lincolnshire (unitary)          |
| 8                                     | 8                                     | Lincolnshire                          | North East Lincolnshire (unitary)     |

| Detailkaart |
| ----------- |
|             |

 Engeland ·  Schotland ·  Noord-Ierland ·  Wales
Regio's van Engeland: East of England · East Midlands · Londen · North East · North West · South East · South West · West Midlands · Yorkshire and the Humber